# Terra di Siena
La terra di Siena è un pigmento inorganico usato in pittura appartenente ai gialli e ai bruni. Si distingue in terra di Siena naturale (giallo) e terra di Siena bruciata (bruno). 
Il pigmento terra di Siena naturale è noto anche come scyricum, sil pressum e terra d'Italia; quello terra di Siena bruciata come ocra romana pura.
I colori attualmente in commercio color terra di Siena sono ottenuti da miscele particolari di ossidi di ferro ed altri minerali brunastri.

## Storia
Il nome attribuito a questo colore ha origine in un tipo di terra estratta da una cava nella località Bagnoli di Arcidosso, nel territorio del Monte Amiata, facente parte della Repubblica di Siena in epoca medioevale, oggi parte della provincia di Grosseto. Tale cava, attiva fino agli anni cinquanta del Novecento, produceva un inerte che veniva utilizzato come colorante anche in tempi antichissimi, e che si denominava indifferentemente "terra rossa" "terra gialla" e anche "terra di Siena". La popolarità della "terra di Siena" deriva dall'uso che ne è stato fatto nell'arte toscana venendo citata nei principali trattati sulle tecniche artistiche, da Cennino Cennini a Giorgio Vasari.